# Villa Monti Ferrario Franceschini
La villa Monti Ferrario Franceschini è una villa di Brunate, in provincia di Como, oggi sede del municipio.
L'edificio nacque come casa contadina con la doppia funzione di stalla e abitazione e l'aspetto attuale è conseguente al rifacimento del 1913 per volere del brunatese Rodolfo Ferrario, che incaricò l'ingegnere Francesco Somaini di Como. Il Somaini intervenne sull'edificio, di pianta rettangolare, introducendo delle finestre anch'esse rettangolari e caratterizzate da andamento e respiro classici, in una linearità mai interrotta né da balconi né da terrazzi.

## Descrizione
Alla base della facciata si trova uno zoccolo di finto bugnato liscio in cemento martellinato che arriva poco sopra le finestre del piano terra. Tra questo e le finestre del primo piano si trova una fascia sottile decorata con foglie d'acanto dipinte, sopra alla quale trova posto una seconda fascia più alta, formata da tondi e quadri e racchiusa fra due cornici leggermente aggettanti. Nella seconda fascia il Ferrario fece riprodurre a graffito alcuni stemmi e disegni che comparivano nella sua collezione di francobolli italiani.
Le finestre del primo piano sono intervallate da motivi decorativi arabescati e sovrastate da brevi cornici leggermente aggettanti sormontate da riquadri decorati, i quali si intervallano a una fascia sottogronda raffigurante un festone rinascimentale di fiori e frutti.
All'interno, dove in passato trovava collocazione la stalla, si trova un'ampia scala sopra la quale è presente una volta a vela con stucchi e un affresco raffigurante putti alati in un cielo di nuvole.
La villa fu anche dotata, sempre nel 1913, di un passaggio sotterraneo che la metteva in comunicazione con il giardino, dal quale era separato per il passaggio della strada che sale da Como.
Dalla famiglia Ferrario la villa passò alla famiglia Franceschini, dalla quale l'Amministrazione Comunale di Brunate la acquistò nel 1976.